# Thelymitra lucida
Thelymitra lucida är en orkidéart som beskrevs av Jeffrey A. Jeanes. Thelymitra lucida ingår i släktet Thelymitra och familjen orkidéer. Inga underarter finns listade i Catalogue of Life.